# 匈牙利民主共和国
匈牙利民主共和國（匈牙利語：Magyar Népköztársaság），是奧匈帝國於1918年解体後短暫成立的一個共和制政權。
匈牙利民主共和國是在1918年10月31日，於布達佩斯所發生的革命之後所建立、並於11月16日正式對外宣告，由卡罗伊·米哈伊出任總統；此舉象徵著哈布斯堡王朝對匈牙利長達數個世紀的統治正式結束。然而次年3月所發生的另一場革命後，匈牙利民主共和國隨即垮台、改為匈牙利蘇維埃共和國。前後僅存在四個多月。